# Stenen sculptuur met tulp

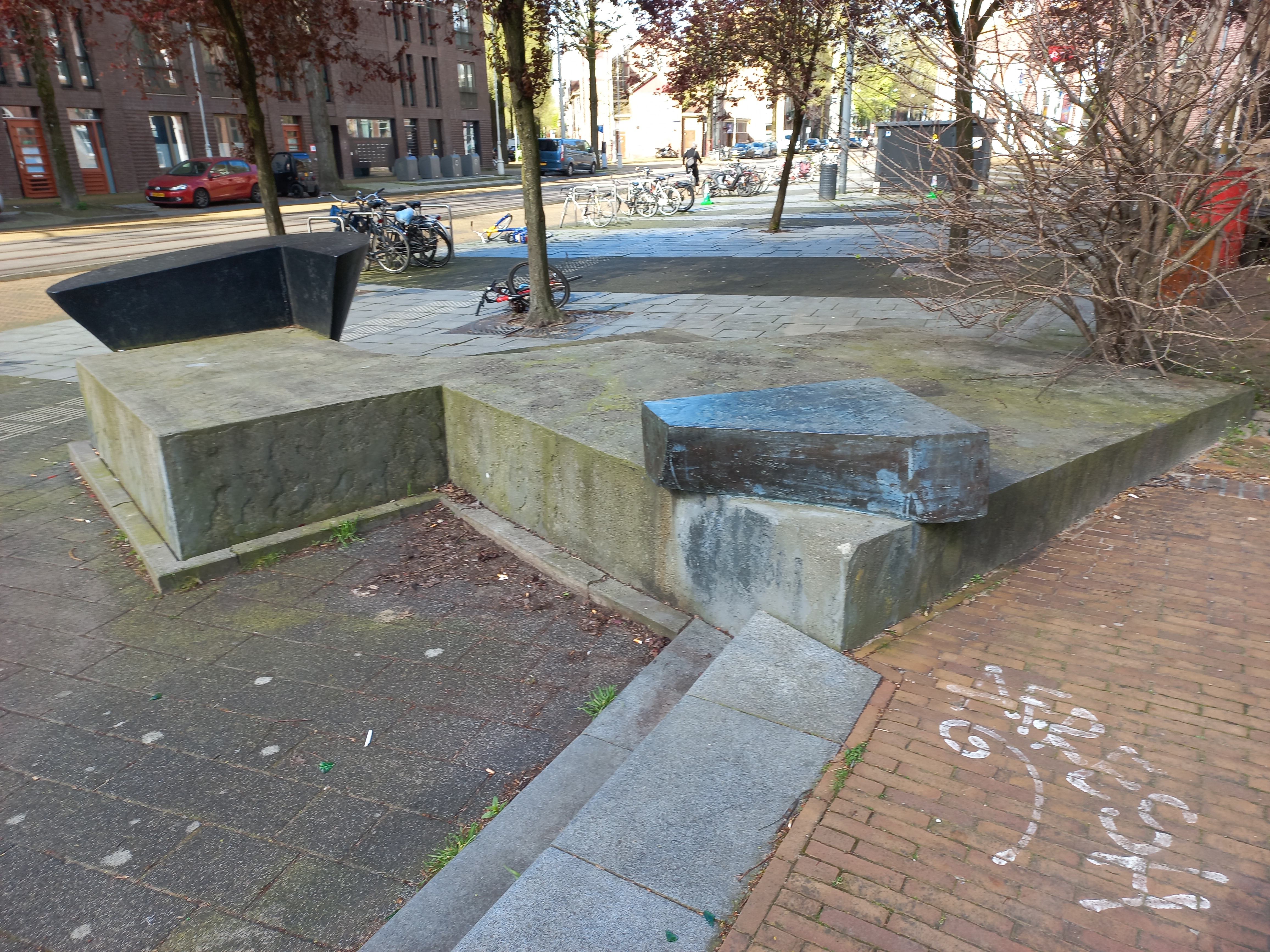
Stenen sculptuur (april 2024)

Stenen sculptuur met tulp of kortweg Pleinbeeld is een artistiek kunstwerk in Amsterdam-Oost.
Het beeld werd ontworpen door de vrijwel onbekende kunstenaar Harry van Renswou Stadsdeel Zeeburg verzocht om een beeld voor het nieuw ingerichte Timorplein. Volgens Buitenkunst Amsterdam rusten een stalen en bronzen vorm op een betonnen plaat.
Hoe onbekend de kunstenaar ook gebleven is; Amsterdam heeft van dezelfde kunstenaar het beeld Het gat van Rob. Ook daarin werd een combinatie gemaakt van hoekige en ronde vormen. Ook kleiner/handzamer werk uit dezelfde tijd laat dezelfde combinatie zien.